# Transrapid de Xangai
O Transrapid de Xangai (chinês simplificado: 上海磁浮示范运营线; pinyin: Shànghǎi Cífú Shìfàn Yùnyíng Xiàn) é a primeira linha de trem de alta velocidade maglev comercial do mundo. Sua construção começou em março de 2001, e começou a operar em 1º de janeiro de 2004. O trem foi fabricado na Alemanha.

## Estatísticas
A linha é operada pela  Shanghai Maglev Transportation Development Co., Ltd.
O trem pode atingir uma velocidade de 350 km/h em apenas 2 minutos e uma velocidade máxima de 431 km/h. Durante um teste em 12 de novembro de 2003, o trem atingiu a velocidade máxima de 501 km/h. O Xangai Transrapid custou 10 bilhões de yuan (1,33 bilhões de dólares) e 2,5 anos para ser concluída a linha de 30,5 km.
O trem faz um trajeto que vai da estação Longyang Road em Pudong até o Aeroporto Internacional de Pudong - Xangai, em um percurso de aproximadamente 30 km, e um comboio adicional, linhas separadas facilitam a manutenção. O trem demora 7 minutos e 20 segundos para fazer o percurso, a uma velocidade de 431 km/h.
Em novembro de 2006, o bilhete para uma viagem custava 50 renminbi (RMB) ($6.33 US dólares) e 40 RMB (US$5.06) para passageiros que desembarcam no aeroporto internacional, com um bilhete comprovante da companhia aérea. Uma viagem na classe VIP custa 100 RMB (US $12.66). Um bilhete para ida e volta custa 80 RMB (US$10.13).
- Horário de operação: 7:00 to 21:00
- Velocidade máxima: 431 km/h (Horário Normal) ou 300 km/h (Horário Extra)
- Tempo de percurso: 7 min e 20 s em horário normal, 8 min e 10 s. Em horário extra.
- Horários: 8:30-17:00. Horário extra 7:00 to 8:30 e 17:00-21:00
- Intervalo: 15 min.

## Futuro
O maglev tem estado abaixo das expectativas, devido ao limitado horário de operação, a linha muito curta, o alto preço dos tickets e a localização inconveniente do terminal Longyang Road em Pudong. Há uma forte crítica por parte dos moradores locais, que alegam que o projeto é esbanjador e exibicionista, não havendo nenhum benefício para os residentes locais.
Vários projetos de ampliação foram propostos. Em janeiro de 2006, o Escritório de Administração para o Planejamento Urbano de Xangai propôs uma linha extensão para o Aeroporto Internacional de Hongqiao – Xangai através da Shanghai South Railway Station e para o local da Expo 2010, em Hangzhou. Se construída a linha permitirá o intercâmbio entre os aeroportos, localizados a 55 km um do outro, realizando uma viagem de 15 minutos nesse percurso. 
Os planos para a expansão para Hangzhou foram aprovados pelo governo em fevereiro de 2006, sua conclusão está prevista para 2010.